# Ramiro Valdés Menéndez
Ramiro Valdés Menéndez (Artemisa, 28 d'abril de 1932) és un militar i polític cubà. És considerat un dels dirigents històrics de la Revolució Cubana des de l'assalt al quarter de Moncada del 26 de juliol de 1953. Ostenta des de 1976 el grau militar honorífic de Comandant de la Revolució. Va ocupar els càrrecs de Vicepresident del Consell d'Estat i del Consell de Ministres de Cuba de 2009 a 2019. Al VI Congrés del Partit Comunista de Cuba, va ser ratificat com a membre del Buró Polític.

## Biografia
Veterà de la Revolució Cubana, Valdés va lluitar al costat de Fidel Castro en l'atac a la caserna de Moncada l'any 1953 i va ser membre fundador del Moviment 26 de Juliol. Va ser detingut dies després i jutjat pel Tribunal d'Urgència de Santiago de Cuba que el va empresonar al reclusori nacional de l'Illa de Pinos fins que es va poder beneficiar de l'amnistia del maig de 1955. Aquell any va tornar a ser empresonat per les seves activitats revolucionàries fins que es va poder traslladar a Mèxic, on va ajudar a organitzar i entrenar l'expedició, que desembarcaria a la província d'Orient el 2 de desembre de 1956. Durant el desembarcament va ser nomenat comandant d'una de les esquadres i segon al comandament del Pelotón de la Retaguardia que dirigia Raúl Castro.
Posteriorment va ser designat segon comandant de la Columna N.º 8 "Ciro Redondo", encapçalada per Ernesto Che Guevara i va participar al seu costat en la invasió d'orient cap a occident.
És membre del Politburó del Partit Comunista de Cuba des de l'octubre de 1965, i ha ocupat nombrosos càrrecs governamentals importants, entre ells els de Ministre de l'Interior i Viceprimer Ministre. El 31 d'agost de 2006, va ser nomenat Ministre d'Informàtica i Comunicacions.
El 1960, va formar part de la delegació de Raúl Castro que va visitar Txecoslovàquia on hi va rebre entrenament d'intel·ligència.
És pare del compositor cubà Ramiro Valdés Puentes, guardonat amb el Primer Premi Nacional de Composició de Cuba, que actualment viu a Miami.

## Honors
- Heroi de la República de Cuba (2001)[5]
- Medalla Commemorativa 50 Aniversari del 26 de Juliol (2003)[6]
- Orde de l'Amistat (1983)
- Orde de Playa Girón